# Secado

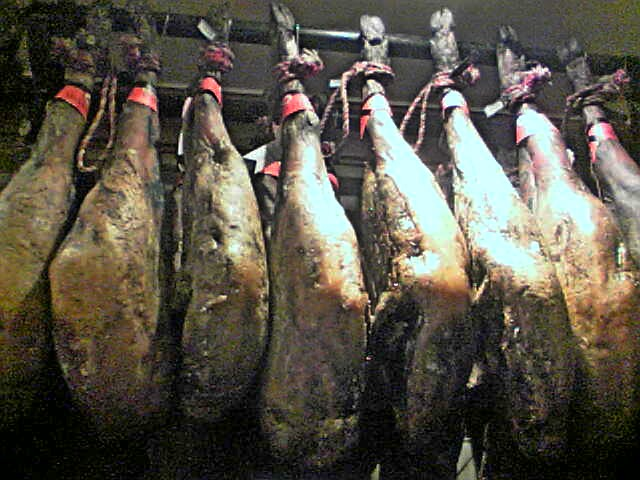
Jamones ibéricos colgados en un secadero.

El secado es un método de conservación de alimentos, consiste en extraer el agua de estos, lo que inhibe la proliferación de microorganismos y dificulta la putrefacción. El secado de alimentos mediante el sol y el viento para evitar su deterioro ha sido practicado desde la antigüedad. El agua suele eliminarse por evaporación (secado al aire, al sol, ahumado o al viento) pero, en el caso de la liofilización, los alimentos se congelan en primer lugar y luego se elimina el agua por sublimación. La criodesecación atmosférica es una técnica antigua, empleada por los aztecas, incas y vikingos, en la se utilizaba las bajas temperaturas para deshidratar por sublimación un alimento.
Las bacterias, levaduras y hongos necesitan agua en el alimento para crecer. El secado les impide efectivamente vivir en él.

## Tipos de alimentos secos

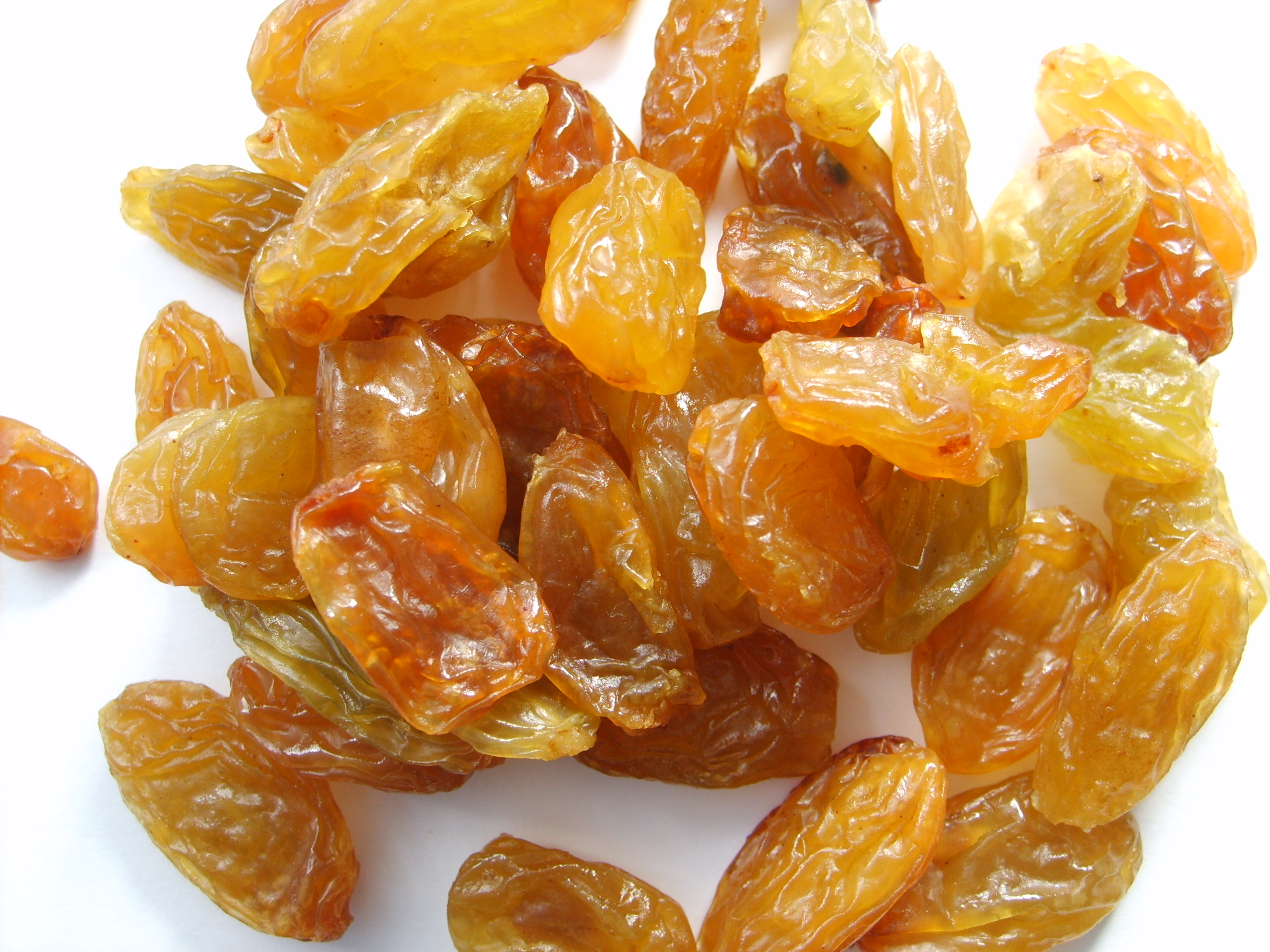
Uvas pasas sultaninas de Turquía.

Muchos alimentos diferentes se preparan deshidratándolos. Son buenos ejemplos carnes como el jamón, la bresaola y la cecina; la carne de reno seca y salada es un alimento tradicional lapón.
La fruta cambia completamente su carácter cuando se seca, como es el caso de las uvas, las ciruelas pasas, los higos y los dátiles. El secado rara vez se utiliza para las hortalizas, ya que elimina las vitaminas que contienen, pero bulbos tales como el ajo y la cebolla se secan a menudo. También son frecuentes los pimientos chiles secos. En Italia son típicos los tomates secados al sol, que se suelen consumir como antipasto.
El secado de verduras, frutas e incluso carnes puede realizarse artesanalmente, con o sin la ayuda de deshidratadores eléctricos. Si no se desea emplear aditivos como el metabisulfito de potasio, los productos secos pueden almacenarse herméticamente si se van a consumir pronto, o en el refrigerador o incluso el congelador si se desea conservarlos más tiempo. Las verduras secas congeladas se encuentran a menudo en tiendas especializadas. Las setas comestibles y psilocibias, así como otros hongos, también se secan a veces para conservarlas, para modificar la potencia de sus componentes o para emplearlas como condimentos. 
Durante siglos, gran parte de la dieta europea dependió del bacalao seco, conocido como bacalao en salazón. Supuso la principal fuente de proteína de los esclavos de las plantaciones de las Indias Orientales, y fue una importante fuerza económica dentro del comercio triangular. Otro pescado seco común es la mojama de atún. La carne de tiburón seca, conocida como hákarl, es una delicia en Islandia.

## Secado de cereales
Cientos de toneladas de trigo, maíz, soja, arroz y otros granos como el sorgo, la semilla de girasol, la cebada, la avena, etcétera se secan en deshidratadores de grano. En los principales países agrícolas, el secado comprende la reducción de humedad desde unos 17-30% por peso a valores entre 8 y 15%, según el grano. El contenido de humedad final para el secado debe adecuarse al almacenaje. Cuando más aceite tenga el grano, menor será el contenido de humedad (aunque su humedad inicial también será menor). Los cereales se secan a menudo hasta el 14% por peso, mientras las oleaginosas al 12,5% (soja), 8% (girasol) y 9% (cacahuete). El secado se realiza como requisito para un almacenaje seguro, de forma que se inhiba el crecimiento microbiano. Sin embargo, las bajas temperaturas de almacenajes también están altamente recomendad para evitar las reacciones de degradación y especialmente el crecimiento de insectos y ácaros. Una buena temperatura máxima de almacenaje está sobre los 18 °C.
Los mayores deshidratadores suele usarse fuera de la granja, en elevadores, y son de tipo continuo, pudiendo producir hasta 100 toneladas métricas de grano seco por hora. La altura de aire que el grano debe atravesar en los deshidratadores continuos varía desde unos 0,15 m en los de flujo mixto (preferidos en Europa) a unos 0,30 en los de flujo cruzado (preferidos en los Estados Unidos).
Los deshidratadores de lote se usan principalmente en la granja, especialmente en Estados Unidos y Europa. Suelen consistir en una cuba con aire calentado pasando horizontalmente desde un cilindro interno a través de una hoja de metal perforada interna, y entonces a través de una cama de grano anular, de unos 0,50 m de grosor (coaxial con el cilindro interno) en dirección radial, y finalmente a través de la hoja de metal perforada externa, antes de liberarse a la atmósfera. Los tiempos de secado normales oscilan de 1 a 4 h según la cantidad de agua que quiera retirarse, el tipo de grano, la temperatura del aire y la profundidad del grano. En los Estados Unidos, los deshidratadores continuos contracorriente pueden encontrarse en la granja, adaptando una cuba para secar lentamente el grano alimentado desde arriba y retirado por el fondo con una rosca barredora. El secado de grano es un área activa de investigación y desarrollo.

## Efecto sobre el valor nutritivo del alimento
En el secado, un alimento pierde su contenido de humedad, lo cual da como resultado un aumento en la concentración de nutrientes en la masa restante. Las proteínas grasas y carbohidratos están presentes en mayor cantidad por unidad de peso en los alimentos secados que en su contrario fresco. Los alimentos secados producen partidas reconstituidas o rehidratadas comparables con los alimentos frescos. Sin embargo, como con cualquier método de conservación, el alimento conservado no puede ser de la calidad del producto alimenticio original. En los alimentos secados hay una pérdida de vitaminas. Puede esperarse que las vitaminas solubles en agua sean parcialmente oxidadas. El grado de destrucción en las vitaminas dependerá del cuidado ejercido durante la preparación del producto alimenticio para su deshidratación, del proceso de deshidratación seleccionado, del cuidado en su ejecución y de las condiciones de almacenamiento para los alimentos secados.
El secado solar causa grandes pérdidas en el contenido de caroteno. La deshidratación, especialmente el secado por rocío, puede ser realizado con una pequeña perdida en este nutriente. La vitamina C se pierde en grandes cantidades en las frutas secadas al sol. El secado por congelación de las frutas retiene grandes porciones de vitamina C y otros nutrientes. La retención de vitaminas en los alimentos deshidratados es superior, generalmente, a la de los alimentos secados al sol.
Los tejidos de hortalizas secadas artificialmente o al sol tienden a tener pérdidas de nutrientes en magnitudes del mismo orden que las frutas. El contenido de caroteno de las hortalizas disminuye hasta en 80% si el proceso es llevado a cabo sin inactivación de enzimas.

## Efecto sobre los pigmentos del alimento
El secado de los alimentos cambia sus propiedades físicas y químicas y puede esperarse que altere sus habilidades para reflejar, dispersar, absorber y transmitir la luz, y por lo tanto, modificar su color. Se ha encontrado que los carotenoides son alterados durante el proceso de secado. Entre mayor sea la temperatura y más largo en tratamiento, serán alterados más pigmentos. Las antocianinas también son dañadas por los tratamientos de secado. 
Durante el calentamiento, es probable que aparezca caramelización en el substrato con altas concentraciones de carbohidratos. 
La retención del color verde de la clorofila está directamente relacionada con la retención de magnesio en las moléculas del pigmento. En condiciones de calor húmedo, la clorofila es convertida en feofitina por la pérdida de algo de su magnesio. El color se torna entonces verde olivo en vez de zacate.

## Efecto sobre la actividad enzimática
Las enzimas, por lo general, son sensibles a las condiciones de calor húmedo. Las temperaturas de calor húmedo cercanas al punto de ebullición del agua encuentran enzimas casi instantáneamente inactivadas. Hay excepciones, pero como una regla, un minuto a 212 °F deja a las enzimas inactivas.
Cuando son expuestas al calor seco, tal como se usa en el secado, las enzimas son notablemente insensibles al efecto de la energía. Las exposiciones cortas a temperaturas cercanas a 400 °F tienen poco efecto sobre las enzimas si el medio de calentamiento y la preparación de la enzima son secos.
Es importante, por lo tanto, controlar la actividad enzimática ya sea sujetando el material alimenticio a condiciones de calor húmedo o inactivando químicamente las enzimas.

## Métodos
Hay muchos métodos diferentes para efectuar el secado, cada uno con sus propias ventajas para determinadas aplicaciones. Algunos son:
- Atomizadores
- Deshidratador de alimentos
- Deshidratador de lecho
- Deshidratador de lecho fluidizado
- Deshidratador de estanterías
- Deshidratador de tambor
- Hornos caseros
- Liofilizadores
- Secado al sol

## Véase también

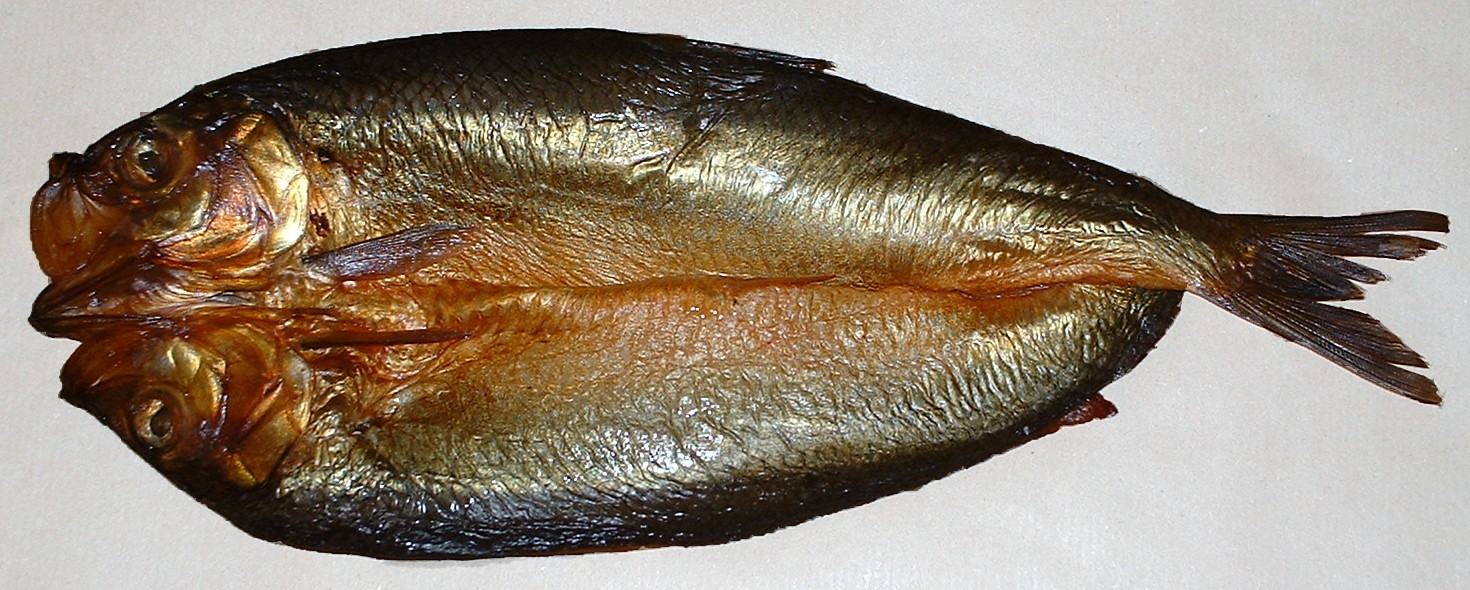
Arenque secado y ahumado (kipper).